# Þáttr
A palavra do nórdico antigo þáttr (þættir no plural) significa breve história ou conto e indica um gênero literário que surgiu e prosperou na Escandinávia medieval, principalmente na Islândia, nos séculos XIII e XIV. Estas sagas curtas são muitas vezes versões abreviadas das sagas nórdicas.